# Luke Aikins
Luke Aikins (* 21. November 1973 in Corpus Christi, Texas) ist ein US-amerikanischer Extremsportler, Stuntman und Fotograf.

## Der Freifallsprung 2016
Aikins sprang am 30. Juli 2016 in der Wüste 50 km nordwestlich von Los Angeles im freien Fall aus einem Flugzeug aus 7600 Metern (25.000 Fuß) Höhe in ein 60 m über dem Boden aufgespanntes, 30 × 30 m (100 × 100 Fuß) großes Netz. Noch nie war ein Mensch aus so großer Höhe gesprungen, ohne einen Fallschirm zu benutzen.
Der Fall dauerte etwa 2:10 Minuten und wurde aus mehreren Perspektiven gefilmt, auch von Aikins’ Helmkamera, und von Publikum in etwa 400 m Entfernung vom Zielpunkt verfolgt. Das Netz wurde zwischen den nahezu senkrecht aufgerichteten Armen von vier Autokranen elastisch abgespannt, wies in seiner Mitte einige Windfähnchen auf und war aus Sicht von oben hellgrün unterlegt, was in der rotbraunen Wüstenlandschaft einen deutlich sichtbaren Farb- und Helligkeitskontrast ergab. Durch eine asymmetrische Platzierung von hellem Wagenpark und Tribüne war eine Richtungsorientierung (z. B. Nord) auf Sicht gewährleistet. Eine hell präparierte Kreisfläche von etwa 180 m Durchmesser lag rund um das grüne Zielquadrat, dessen Mitte eine braune Kreisscheibe von etwa 10 m Durchmesser und acht einem Zielkreuz ähnlichen Markierungen aufwies.
Aikins benutzte eine Sauerstoffmaske, die er in etwa 4600 m Höhe (15.000′) an seinen Cousin Andy abgab, einen der drei ihn bis etwa 1200 m (4000′) Höhe mit Rauchfahnen freifallend begleitenden Fallschirmspringer. Während des Anflugs in Bauchlage übte er früh mehrere Male das Übergehen in Rückenlage, die er zuletzt etwa 1,5 Sekunden vor dem Auftreffen am Netz einnahm. Die aufgerichteten Arme der im Quadrat aufgestellten Kräne gaben eine Visier- und damit Orientierungsmöglichkeit für den mit 18.000 Fallschirmabsprüngen erfahrenen Springer, der diesen Sprung zuvor 34 Mal mit einem Fallschirm, den er in 300 m Höhe öffnete, trainiert hatte.
In etwa 5200 m Höhe (17.000′) hatte er 240 km/h (150 mph) Fallgeschwindigkeit bei 8 km/h (5 mph) WSW-Wind und einen Puls von 148 Schlägen pro Minute.
Aikins traf auf der Big Sky Movie Ranch bei Simi Valley das quadratische Netz etwa bei der Hälfte seines Inkreisradius von der Mitte entfernt. Indem er das Netz etwa 40 m tief mitzog, wurde sein Tempo durch Impulsübertragung auf das Netz, seinen Luftwiderstand und elastische Kräfte der Aufhängung völlig abgebremst – ohne großen Ruck und ohne nachzuschwingen.
Der US-Sender Fox übertrug den Sprung live in einer einstündigen TV-Show. Aikins gestand ein, vor dem Sprung nervös gewesen zu sein. Seine Mutter war die einzige Verwandte, die den Sprung nicht live beobachtete.
Die Idee zum Sprung kam zwei Jahre zuvor von Aikins’ Freund Chris Talley.

## Anderes
Aikins war im Team von Red Bull Stratos, das 2012 einen Stratosphärensprung durch Felix Baumgartner durchführte. Dort war er für Sicherheitstests zuständig und als Ersatzspringer vorgesehen.
Als Stuntman wirkte er u. a. im Film Iron Man 3 mit. Als Fotograf hat er sich auf Luftaufnahmen spezialisiert.
Aikins ist verheiratet und hat einen Sohn.